# Léon Du Bois
Charles-Louis-Léon Du Bois (geboren am 10. Januar 1859 in Brüssel; gestorben am 19. November 1935 in Boitsfort) war ein belgischer Komponist und Organist. Du Bois (manchmal Dubois geschrieben) gewann 1885 den ersten Preis des belgischen Rom-Wettbewerbs. Ab 1899 war er Direktor der Musikschule von Löwen (Leuven). Nach dem Tod von Edgar Tinel wurde er 1912 Direktor des Königlichen Musikkonservatoriums in Brüssel, ein Amt, das er bis 1925 bekleidete. Er komponierte unter anderem mehrere Opern, darunter Son excellence ma femme (1884), La revanche de Sganarelle (Nantes 1886) und Edenie (Antwerpen 1912), eine Sinfonische Dichtung (Atala), Oktette für acht (chromatische) Hörner, das Mimodrama Lemort (Brüssel 1894), 2 Ballette usw. Der 6. Band der Sammlung Les Maîtres contemporains de lorgue („Zeitgenössische Meister der Orgel“) ist ihm gewidmet.
1912 wurde er korrespondierendes und 1913 volles Mitglied der Académie royale des Sciences, des Lettres et des Beaux-Arts de Belgique.